# Enrico Piombini
Enrico Piombini (Bagnacavallo, 6 febbraio 1947) è un dirigente sportivo italiano, il presidente più longevo nella storia del Club Atletico Faenza Pallacanestro.

## Biografia
Di professione commercialista, all'inizio degli anni ottanta si trasferisce per lavoro a Faenza. Poco dopo, entra come dirigente nella società manfreda, divenendone il vicepresidente. 
Nel luglio 1990 ne assume la presidenza, che detiene tuttora. È l'undicesimo  presidente nella storia del Club. Negli anni novanta, con un'oculata gestione economica, Piombini riesce a sanare una difficile situazione debitoria, eredità della precedente dirigenza. 
Nonostante la retrocessione in Serie A2 del 1998, la squadra torna immediatamente in Serie A1 l'anno dopo, sostenuta da alcuni ottimi prodotti del vivaio locale come Simona Ballardini e Francesca Modica.
Nei primi anni duemila Piombini inizia a costruire un progetto più ambizioso, che con l'arrivo del coach Paolo Rossi nel 2004 dà frutti eccellenti. 
Dal 2006 al 2009 il Club Atletico Faenza Pallacanestro gioca ben otto finali (due per lo scudetto, tre per la Coppa Italia, due per la Supercoppa Italiana, uno per la EuroCup Women) e riesce a conquistare due trofei, i primi della sua storia: la Coppa Italia 2007 e la Coppa Italia 2009.
Nel giugno 2012, Piombini cede i diritti di A1 al Club Atletico Romagna di Marco Tonini. La nuova società ottiene la gestione della prima squadra, mentre Piombini rimane al vertice del vecchio Club Atletico, che dalla stagione 2012-2013 si occupa esclusivamente del settore giovanile .